# Douglas (Geòrgia)
|  | Per a altres significats, vegeu «Comtat de Douglas (Geòrgia)». |

Douglas és una ciutat al comtat de Coffee a l'estat de Geòrgia (Estats Units). Segons el cens del 2000 tenia 10.639 habitants.

## Demografia
Segons el cens del 2000, Douglas tenia 10.639 habitants, 3.977 habitatges, i 2.656 famílies. La densitat de població era de 318,9 habitants per km².
Dels 3.977 habitatges en un 32,5% hi vivien nens de menys de 18 anys, en un 41,3% hi vivien parelles casades, en un 21,3% dones solteres, i en un 33,2% no eren unitats familiars. En el 28,3% dels habitatges hi vivien persones soles el 12,8% de les quals corresponia a persones de 65 anys o més que vivien soles. El nombre mitjà de persones vivint en cada habitatge era de 2,57 i el nombre mitjà de persones que vivien en cada família era de 3,14.
Per edats la població es repartia de la següent manera: un 27,8% tenia menys de 18 anys, un 11,6% entre 18 i 24, un 26,3% entre 25 i 44, un 19,8% de 45 a 60 i un 14,5% 65 anys o més.
L'edat mediana era de 33 anys. Per cada 100 dones de 18 o més anys hi havia 77 homes.
La renda mediana per habitatge era de 27.946 $ i la renda mediana per família de 36.349 $. Els homes tenien una renda mediana de 26.551 $ mentre que les dones 20.145 $. La renda per capita de la població era de 15.652 $. Entorn del 17,9% de les famílies i el 24,4% de la població estaven per davall del llindar de pobresa.

## Poblacions properes
El següent diagrama mostra les poblacions més properes.